# Michał Hofman
Michał Hofman (ur. 24 września 1911 w Mikulińcach, zm. 9 listopada 1989 w Warszawie)  – polski dziennikarz.

## Życiorys
Był synem Bernarda i Klary. W 1935 ukończył studia prawnicze na Uniwersytecie Jana Kazimierza we Lwowie. Po studiach i dwuletnim okresie bezrobocia, do wybuchu II wojny światowej pracował jako aplikant adwokacki w Kancelarii Adwokackiej dr. Fleckera we Lwowie. Jako podchorąży rezerwy uczestniczył w kampanii wrześniowej, po jej zakończeniu przebywał we Lwowie, gdzie pracował do czerwca 1941 jako urzędnik i logopeda. Podczas okupacji niemieckiej pracował jako robotnik niewykwalifikowany i zbieracz ziół, przez pewien czas więziony w obozie koncentracyjnym. Po zajęciu Lwowa przez Armię Czerwoną, w 1944 roku, przybył do Lublina. Rozpoczął pracę w Polpressie - agencji prasowej Polskiego Komitetu Wyzwolenia Narodowego. Początkowo był kierownikiem biura maszyn do pisania, następnie tłumaczył komunikaty wojenne, w redakcji zagranicznej, m.in. był korespondentem podczas procesu norymberskiego, z początkiem roku 1955 kierował działem zagranicznym (później Redakcją Zagraniczną) PAP. W latach 1958–1962 był przewodniczącym Prezydium PAP, od stycznia 1962 do listopada 1971 pełnił funkcję dyrektora naczelnego PAP. W 1971 został redaktorem naczelnym pisma Forum.
Opublikował m.in. Chmura nad Bikini. Z notatnika obserwatora eksperymentów z bombą atomową na atolu Bikini (1946), Dziennik berliński (1954), publikował także m.in. w Nowych Drogach, Polityce, Trybunie Ludu, Życiu Warszawy.
Od 1949 był członkiem PZPR, w latach 1951–1982 SDP. W latach 1958–1970 był wiceprzewodniczącym Międzynarodowej Federacji Dziennikarzy. Od 1965 wchodził w skład Głównej Komisji Badania Zbrodni Hitlerowskich w Polsce, od 1960 był członkiem Ogólnopolskiego Komitetu Pokoju (od 1982 jego wiceprzewodniczącym), od 1972 członkiem Polskiego Społecznego Komitetu Bezpieczeństwa i Współpracy w Europie.
Zmarł 9 listopada 1989 w Warszawie. Pochowany na cmentarzu Wojskowym na Powązkach (kwatera B21-4-21).

## Ordery i odznaczenia
- Krzyż Komandorski z Gwiazdą Orderu Odrodzenia Polski (1985)[9]
- Krzyż Oficerski Orderu Odrodzenia Polski (9 lipca 1954)[10]
- Krzyż Kawalerski Orderu Odrodzenia Polski (18 września 1945)[11]
- Złoty Krzyż Zasługi (22 lipca 1950)[12]